# On the Road 1982
On the Road 1982 è un album dal vivo del gruppo musicale britannico Camel, pubblicato nel 1994.

## Tracce
1. Sasquatch – 4:30
2. Highways of the Sun – 4:38
3. Hymn to Her – 5:23
4. Neon Magic – 4:04
5. You Are the One – 5:21
6. Drafted – 4:01
7. Lies – 5:10
8. Captured – 3:19
9. A Heart's Desire/End Peace – 4:34
10. Heroes – 5:36
11. Who We Are – 6:21
12. Manic – 4:11
13. Wait – 4:49
14. Never Let Go – 6:44

## Formazione
- Andrew Latimer – chitarra, chitarra a 12 corde, voce
- Andy Dalby – chitarra
- Chris Rainbow – tastiera, voce
- Kit Watkins – tastiera
- David Paton – basso, voce
- Stuart Tosh – batteria, cori